# Socáris
Socáris (em grego clássico: Σωκαρης; romaniz.: Sokaris), Socar (Sokar) ou Sequer (Seker) era o deus-falcão da necrópole de Mênfis. Provavelmente era originalmente um deus do artesanato que se associou às necrópoles da região e ascendeu à proeminência como deidade ctônica e do pós-morte. É comumente citado nos Textos das Pirâmides no contexto do pós-morte, onde se diz que o falecido faraó seria erguido no barco henu de Socáris e equiparado ao deus. Mesmo antes da associação com Osíris, desde o Reino Antigo (r. 2686–2160 a.C.) já era ligado a Ptá e por vezes tomou sua esposa Sacmis como sua; é citado na autobiografia da VI dinastia na fachada do túmulo de Harcufe em Assuã. Como artesão, Socáris era fabricante dos ossos reais e, no Livro dos Mortos, molda tigelas de prata para defuntos usarem como bacias de pé. A partir da ideia de moldar objetos, se ligou à mistura de substâncias aromáticas para fornecer os unguentos tão importantes no ritual egípcio. Essa imagem permitiu uma fácil identificação com Ptá, que também era um deus dos artesãos. No Reino Médio (r. 2055–1650 a.C.), os três deuses foram combinados como Ptá-Socáris-Osíris, que tornar-se-ia importante divindade funerária por boa parte do restante da história dinástica do Antigo Egito.
O festival de Socáris foi celebrado em Mênfis, desde o Reino Antigo, no quarto mês da primavera (aquete). Nele, era carregado de seu templo para assistir o rei em atividades cerimoniais como capinar a terra ou cavar diques e canais. No Reino Novo (r. 1550–1069 a.C.), também foi celebrado com grande cerimônia no oeste de Tebas, onde relevos nas paredes do templo mortuário do faraó Ramessés III (XX dinastia) em Medinet Habu mostram que quase rivalizava com o Festival de Ano Novo (Opete) e que sua imagem era levada em seu barco henu. A essência do festival era a continuidade do culto do rei ligado à ressurreição do deus. Fora dele, é difícil determinar seu culto. Seus amuletos não são comuns, mas alguns descrevendo falcões mumiformes de cócoras podem representá-lo.

## Nome
O nome de Socáris tem etimologia desconhecida. Segundo os Textos das Pirâmides, parece ser explicado como tendo se baseado no choro angustiado de Osíris, que gritou para Ísis Sy-k-ri ("corra para mim"), porém tal hipótese certamente está baseada na associação de Socáris e Osíris. Igualmente possível, porém, é uma explicação que o conecta com um ritual da fertilidade da terra (Sexate) e há uma menção a ele no templo de Seti I em Abidos no qual é chamado de "cortador" por segurar a enxada para quebrar o primeiro torrão de logo do Nilo. Socáris ainda tinha vários epítetos como "aquele do Rosetau" (a entrada da necrópole do submundo) ou "boca das passagens", fazendo dele patrono da necrópole a oeste de Mênfis. Também era "senhor da misteriosa região" e aparece nas tumbas reais de Tebas, como a de Amenófis II (XVIII dinastia), onde sua cabeça emerge de um monte de pirâmide como "aquele que está em sua areia". Outro epíteto, "grande deus com as duas asas abertas", enfatiza-o, como Osíris, como um deus ressuscitado dos mortos, de movimento e poder irrestrito.

## Iconografia

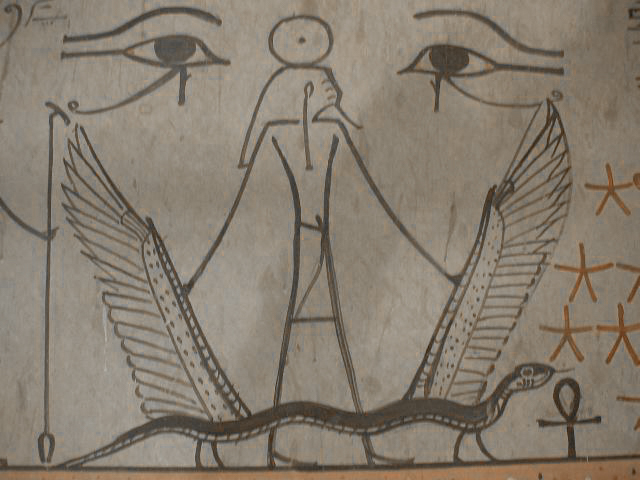
Túmulo KV34 de

Socáris podia ser descrito como falcão, que era sua forma original. De forma mais simbólica, foi representado por um monte funerário encimado por uma cabeça de falcão que, às vezes, era colocada num barco, uma imagem descrita nas vinhetas de Amduate. Como homem com cabeça de falcão, era geralmente representado como mumiforme e às vezes veste complexa coroa cônica com o disco solar, chifres e cobras. Na tumba (KV34) de Tutemés III no Vale dos Reis foi descrito como um deus com cabeça de falcão de pé sobre uma serpente ctônica, enfatizando seu poder sobre as regiões inferiores e seus habitantes. Socáris ainda foi representado como um caixão de prata de Sisaque II (XXII dinastia), descoberto entre os enterros reais em Tânis. Em tempos posteriores, era comumente representado na forma de Ptá-Socáris-Osíris e da Época Baixa (r. 664–332 a.C.) em diante, pequenas estátuas do deus combinado foram feitas mostrando-o como um deus mumiforme de cabeça humana de pé e ereto sobre uma caixa semelhante a um sarcófago ou pedestal, frequentemente encimado pela imagem da cabeça de falcão de Socáris. Também podia ser representado como um pigmeu agachado e a deidade Pateco deve ter derivado dessas figuras particulares de Ptá-Socáris-Osíris.